# Slag bij Morgarten
In de Slag bij Morgarten op 15 november 1315 versloegen de Zwitserse eedgenoten in een hinderlaag een leger van de Oostenrijkse hertog Leopold I. Morgarten is een bergpas in de gemeente Oberägeri. 
Het huis Habsburg wilde de controle hebben over de St. Gotthardpas, de eenvoudigste en kortste toegang tot Italië. De Zwitserse eedgenoten van de kantons Uri, Schwyz en Unterwalden hadden echter vrijbrieven van eerdere heersers, die voorzagen in een zekere mate autonomie binnen het rijk en vreesden overheersing door de Habsburgers.
De oorlog brak uit door een meningsverschil tussen het kanton Schwyz en het door de Habsburgers beschermde klooster in Einsiedeln. Dit meningsverschil over het gebruik van land en bergweiden leidde tot een aanval op het klooster door eedgenoten uit het kanton Schwyz wat leidde tot een reactie van de Habsburgers.
Het Habsburgse leger, onder leiding van Leopold I, met een sterkte van 3000 tot 5000 man en waarvan een derde ridders, kwam voor een eenvoudige strafexpeditie tegen de eedgenoten, vooral boeren. De eedgenoten zouden verslagen moeten worden door een verrassingsaanval uit te voeren ten zuiden van het meer van Ägeri en de Morgartenpas.
De eedgenoten van Schwyz, gesteund door de eedgenoten van Uri, verwachtten een leger ten westen van het dorp Arth, waar ze versterkingen hadden opgeworpen. Ze werden echter geholpen, zoals de legende vertelt, door de ridder van Hünenberg, die een pijl in het kamp van de eedgenoten schoot met daarop de mededeling: “Kijk uit op St. Otmar’s dag bij Morgarten”.
De eedgenoten richtten hierop bij het Aegerimeer en de Morgartenpas een hinderlaag in waar een smal pad liep tussen de berghelling en het moeras. Toen ze het Habsburgse leger verrasten door vanaf de helling met 1500 man aan te vallen, brachten ze de Habsburgers zware verliezen toe. De ridders met hun zware bepantsering hadden geen ruimte om zich te verdedigen en werden door de eedgenoten, die geen notie hadden van de gebruikelijke omgangsvormen bij ridders, afgeslacht. De rest van het voetvolk vluchtte naar Zug. Het meedogenloze afslachten van alles dat zich niet meer kon verdedigen was een van de redenen die de basis vormden voor de reputatie van Zwitserse huursoldaten in latere oorlogen.
De overwinning van de eedgenoten leverde een feitelijke autonomie op en zorgde voor een periode van zestig jaar van vrede tot de volgende aanval van de Habsburgers bij de slag bij Sempach in 1386.